# 927 Ratisbona
927 Ratisbona
927 Ratisbona là một tiểu hành tinh bay quanh Mặt Trời. It has been đặt tên theo Latin name of thành phố thuộc Regensburg.